# Офатумумаб
Офатумумаб (англ. Ofatumumab, лат. Ofatumumabum) — синтетичний препарат, який є рекомбінатним людським моноклональним антитілом до поверхневого антигену B-лімфоцитів CD20. Офатумумаб застосовується внутрішньовенно.

## Історія
Офатумумаб розроблений у співпраці дослідників у лабораторіях компаній «Genmab» і «GlaxoSmithKline», та уперше схвалений Європейським агентством з лікарських засобів у 2010 році для лікування хронічного лімфолейкозу. Пізніше, у 2012 році, офатумумаб схвалений для клінічного застосування в Канаді, а в 2014 році у США. Пізніше права на препарат викупила компанія «Novartis». Проте в подальших дослідженнях офатумумаб виявився неефективним у лікуванні лімфом, а також поступався в ефективності лікування лімфолейкозу більш новішим препаратам, у зв'язку із чим на початку 2018 року компанія «Novartis» вирішила вилучити офатумумаб із обігу за межами території США.

## Фармакологічні властивості
Офатумумаб — синтетичний лікарський препарат, який є рекомбінатним людським моноклональним антитілом до поверхневого антигену B-лімфоцитів CD20. Механізм дії препарату полягає у зв'язуванні офатумумабу із трансмембранним антигеном зрілих В-лімфоцитів та пре-В-лімфоцитів CD20, а також клітин В-клітинних пухлин, що призводить до активації імунологічних реакції, які спричинюють лізис В-лімфоцитів. Офатумумаб призводить до лізису В-лімфоцитів також і завдяки механізму антитілозалежної клітинної цитотоксичності. Офатумумаб застосовується для лікування хронічного лімфолейкозу, частіше в комбінації з хлорамбуцилом або бендамустином, при неефективності або при неможливості застосування флударабіну, а також при неефективності алемтузумабу. Проводяться клінічні дослідження щодо ефективності офатумумаба в лікуванні розсіяного склерозу. Проте в клінічних дослідженнях офатумумаб виявився неефективним у лікуванні лімфом, а в лікуванні хронічного лейкозу він є менш ефективним за інші моноклональні антитіла, зокрема обінутузумаб та ублітуксимаб, а також препарати з інших груп: ібрутиніб, венетоклакс, акалабрутиніб, дувесиліб.

### Фармакокінетика
Офатумумаб швидко розподіляється в організмі після внутрішньовенного введення, максимальна концентрація препарату в крові спостерігається під час або відразу після закінчення введення препарату. Біодоступність офатумумаба становить 100 %. Точних даних за проникнення препарату через плацентарний бар'єр та проникнення в грудне молоко немає. Дані про метаболізм препарату та шляхи виведення з організму відсутні. Період напіввиведення препарату з організму становить у середньому 14 діб (варіює відносно тривалості лікування від 2 до 61 доби), і цей час не змінюється при печінковій та нирковій недостатності, а також у хворих різних вікових груп.

## Показання до застосування
Офатумумаб застосовується при хронічному лімфолейкозі при неефективності попереднього лікування флударабіном або алемтузумабом.

## Побічна дія
При застосуванні офатумумабу найчастішими побічними ефектами є:
- Алергічні реакції та з боку шкірних покривів — висипання на шкірі, свербіж шкіри, гіпергідроз, еритема шкіри, гарячка, кропив'янка, анафілактичний шок.
- З боку травної системи — нудота, діарея, непрохідність тонкої кишки.
- З боку серцево-судинної системи — артеріальна гіпертензія, артеріальна гіпотензія, тахікардія, приливи крові.
- З боку опорно-рухового апарату — біль у спині.
- З боку дихальної системи — бронхоспазм, бронхіт, задишка, біль у грудній клітці, кашель, пневмонія, біль у глотці, закладеність носа.
- Інфекційні ускладнення — сепсис, реактивація латентних інфекцій (у тому числі прогресуючої мультифокальної лейкоенцефалопатії або гепатиту B), інфекції верхніх дихальних шляхів, сечовидільних шляхів, вітряна віспа.
- Зміни в лабораторних аналізах — анемія, тромбоцитопенія, агранулоцитоз, лейкопенія, нейтропенія, лімфопенія, порушення зсідання крові.
- Інші побічні ефекти — синдром лізису пухлини.

## Протипокази
Офатумумаб протипоказаний при застосуванні при підвищеній чутливості до препарату, важких порушеннях функції нирок, вагітності та годуванні грудьми.

## Форми випуску
Офатумумаб випускається у вигляді концентрату для приготування розчину для ін'єкцій із вмістом діючої речовини 20 мг/мл по 5 та 50 мл.